# Wladimir Iwanowitsch Newski

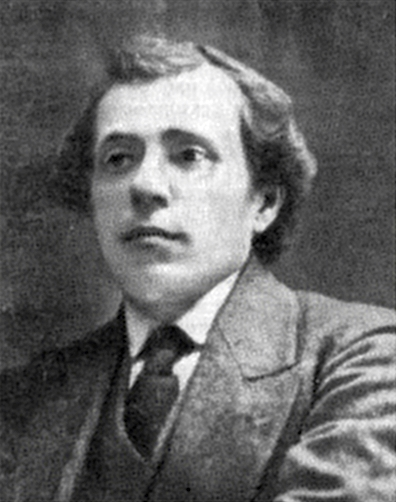
Wladimir Newski vor 1937

Wladimir Iwanowitsch Newski (russisch Владимир Иванович Невский, eigentlich W. I. Kriwobokow/Феодо́сий Ива́нович Кривобо́ков; * 14. Mai 1876 in Rostow am Don; † 26. Mai 1937 in Moskau) war ein russischer Revolutionär, Politiker und Historiker.

## Leben
Krivobokov war Sohn eines Kaufmanns. 1895 wurde er Mitglied der SDAPR in Rostow. Er studierte ab 1897 Naturwissenschaften in Moskau, wurde aber wegen revolutionärer Aktivitäten 1899 von der Universität relegiert. 1901 wurde er nach Woronesch verbannt. 1904 emigrierte Newski nach Genf, wo er mit Lenin in Kontakt kam. Vor der Revolution 1905 kehrte er nach Russland zurück und wirkte als Agitator, er wurde mehrfach verhaftet. 1911 legte er ein Examen an der Universität Charkow ab. 1913 wurde er erneut verhaftet und nach Poltawa deportiert. 
Während der russischen Revolution 1917 war Newski ein Organisator im Militärwesen der Bolschewiki und wurde nach der Oktoberrevolution Volkskommissar für Transportwesen. 1921 wurde er Rektor der Kommunistischen Universität Jekaterinburg. 1922 wurde er Leiter der Kommission für Parteigeschichte. Von 1925 bis 1935 war er Leiter der Russischen Staatsbibliothek in Moskau. 1935 wurde er im Zuge der Stalinschen Säuberungen verhaftet und starb 1937 im Gefängnis.